# Karl Lindholm
Karl Fredrik Lindholm (ur. 5 maja 1860 w Turku, zm. 4 lutego 1917 w Sankt Petersburgu) – rosyjski żeglarz, olimpijczyk, zdobywca brązowego medalu w regatach na Letnich Igrzyskach Olimpijskich w 1912 roku w Sztokholmie.
Na Letnich Igrzyskach Olimpijskich 1912 zdobył brąz w żeglarskiej klasie 10 metrów. Załogę jachtu Gallia II tworzyli również Esper Biełosielski, Ernst Brasche, Nikołaj Pusznicki, Aleksandr Rodionow, Iosif Schomaker i Philipp Strauch.